# José Tavares Bastos
Pour les articles homonymes, voir Bastos.
José Tavares Bastos, né en 1813 à Marechal Deodoro et mort le 8 août 1893 à Rio de Janeiro, est un homme politique brésilien.

## Biographie
Il a été le gouverneur des États de Alagoas du 29 au 30 octobre 1838, et de São Paulo du 8 novembre 1866 au 12 octobre 1867. Il est le père de Aureliano Cândido Tavares Bastos (en).

## Source de la traduction
- (pt) Cet article est partiellement ou en totalité issu de l’article de Wikipédia en portugais intitulé « José Tavares Bastos » (voir la liste des auteurs).